# Viola Reggio Calabria 2000-2001
Rosa della Viola Reggio Calabria per la stagione 2000-2001 di Serie A1.
Piazzamento finale: 14º posto.
Coppe europee: eliminata agli ottavi di finale della Coppa Korać dal Maccabi Ironi Ramat Gan.
Sponsor: nessuno.
| Numero | Nome                                           | Nazionalità                              | Ruolo       | Nascita |
| ------ | ---------------------------------------------- | ---------------------------------------- | ----------- | ------- |
| 4      | Stefano Zampogna                               | Italia (bandiera)                        | Playmaker   | 1981    |
| 6      | Alejandro Montecchia                           | Argentina (bandiera) · Italia (bandiera) | playmaker   | 1972    |
| 7      | Sebastiano Grasso                              | Italia (bandiera)                        | guardia     | 1978    |
| 8      | Thierry Gadou                                  | Francia (bandiera)                       | ala-centro  | 1969    |
| 9      | Brent Scott                                    | Stati Uniti (bandiera)                   | centro      | 1971    |
| 10     | Nicolás Gianella                               | Argentina (bandiera) · Italia (bandiera) | playmaker   | 1978    |
| 12     | Andrew Rice                                    | Inghilterra (bandiera)                   | ala         | 1980    |
| 13     | Carlos Delfino (dal 21/12/2000)                | Argentina (bandiera) · Italia (bandiera) | guardia-ala | 1982    |
| 14     | Leandro Palladino                              | Argentina (bandiera) · Italia (bandiera) | guardia     | 1976    |
| 17     | Stjepan Stazić                                 | Croazia (bandiera) · Austria (bandiera)  | guardia     | 1978    |
| 19     | Tyrone Washington                              | Stati Uniti (bandiera)                   | centro      | 1976    |
| 20     | Federico Lestini                               | Italia (bandiera)                        | ala         | 1983    |
| 15     | Detlef Musch (fino al 23/02/2001)              | Germania (bandiera)                      | centro      | 1970    |
| 11     | Mark Davis (fino al 21/12/2000)                | Stati Uniti (bandiera)                   | ala         | 1973    |
| All.   | Gaetano Gebbia (fino al 01/01/2001)            | Italia (bandiera)                        | -           | 1957    |
| All.   | Massimo Bianchi (dal 01/01/2001 al 05/01/2001) | Italia (bandiera)                        | -           | 1955    |
| All.   | Tonino Zorzi (dal 05/01/2001)                  | Italia (bandiera)                        | -           | 1957    |